# Bomsandoddi, Manvi
Bomsandoddi là một làng thuộc tehsil Manvi, huyện Raichur, bang Karnataka, Ấn Độ.